# Patak (Hungria)
Patak é um município da Hungria, situado no condado de Nógrád. Tem 16,15 km² de área e sua população em 2015 foi estimada em 898 habitantes.